# Colegio Mayor Universitario San Juan Evangelista
El Colegio Mayor Universitario San Juan Evangelista fue un colegio mayor de la Fundación Unicaja adscrito a la Universidad Complutense de Madrid, que está situado en la Ciudad Universitaria de la ciudad de Madrid (España). Fundado en 1966, celebró a lo largo del curso académico 2006-2007 su 40 aniversario. Cerró sus puertas en el año 2014.
El Johnny es como se conoce popularmente el Colegio, también conocido por San Juan Evangelista o San Juan. Generalmente se identificaba El Johnny con el club de Música y Jazz.
El Colegio iba a cerrar su puertas en el verano de 2009 para realizar reformas, no admitiendo residentes para el siguiente año, sin embargo, tras las protestas acaecidas Unicaja decidió mantener el colegio abierto intentando que las obras concluyeran antes del inicio de curso.
El 29 de junio de 2014 el Colegio cierra definitivamente. Unicaja trató de deshacerse del colegio con cuatro expedientes de infracción a sus espaldas y una remodelación de 6 millones de euros pendiente. La Fundación San Juan Evangelista ha recopilado las infracciones urbanísticas que no ha resuelto la concesionaria del colegio mayor, famoso por ser un polo de cultura a nivel nacional –fue el escenario del último concierto de Camarón de la Isla, el 25 de enero de 1992–.
El edificio de colegio no contaba con licencia de actividad según la Dirección General de Control de Edificación del Ayuntamiento de Madrid. En 2009 se abrió el expediente formal. Pero, además, la Junta Municipal de Moncloa –el distrito en el que se ubica– hizo a la infraestructura dos Inspecciones Técnicas de Edificios (la última en 2011) que resultaron negativas. También en 2009, Urbanismo le exigió que investigara problemas de cimentación. El expediente se archivó tras unas obras.  A eso se le añade otra posible infracción por una orden de ejecución de obra de tala de árboles secos.
Ante toda esta situación, Unicaja necesitó una licencia de obras para acometer las remodelaciones que tenían al colegio mayor con esa batería de expedientes abiertos (falta de licencia de actividad y deficiente conservación). La concesionaria ha contado esta semana que deja las instalaciones en "buen estado". El portavoz de la Fundación, Juan Cuesta, contesta que "las adecuaciones, según nuestros arquitectos, costarían 6 millones de euros".
Unicaja expresó que intentó buscar una solución para mantener la concesión en los términos de hace 50 años pero que "no ha sido posible". También ha asegurado que la plantilla ha sido reubicada u obtenido salidas negociadas.

## Historia del cierre
El final del colegio San Juan Evangelista es una historia que viene desde hace un lustro. En 2009, Unicaja quiso cambiar la actividad del centro y convertirlo en residencia de lujo o escuela de negocios. Se formó un buen revuelo que paralizó ese proyecto. Más tarde, en 2012, la concesionaria pidió a la dueña de los terrenos, la Universidad Complutense de Madrid (UCM), que le renovara la contrata por medio siglo para, posteriormente, subcontratar el servicio. Era una operación inviable porque el cambio de contratista suponía abrir un concurso nuevo, no cabía la prórroga.
El tiempo pasaba y el San Juan Evangelista se enquistaba. La UCM realizó una ampliación provisional de un año para "buscar una salida", rememora Cuesta. Pero esto no convenció a Unicaja que pidió una ampliación de 50 años y que se le retirara el canon anual que debía abonar a la universidad de 200.000 euros. "La Complutense accedió a todo menos a los 50 años. Le dio 25", prosigue el portavoz de la fundación.
El asunto llegó a los tribunales. Un auto de 27 de junio de 2014 estableció que Unicaja es la concesionaria del colegio hasta 2038. Sin embargo, el 29 de julio, la entidad aseguró que renunciaba a seguir siendo la gestora. "Quieren dejar la llave y librarse de este cáliz. Pero deben, al menos, dejar el edificio con las remodelaciones pagadas y la licencia de actividad en regla", exigen desde la fundación. La cuestión se ha convertido en una maraña legal con las puertas, de momento, cerradas para los alumnos.

## Historia
El Colegio Mayor Universitario San Juan Evangelista, Sede Social de esta Asociación, es un centro universitario que fue abierto en esta ubicación en noviembre de 1966 y, aunque adscrito académicamente a la Universidad Complutense de Madrid, se rige por un Patronato privado, que en primera instancia de su creación pertenecía a la Fundación Santa María al servicio de la Iglesia del Arzobispado de Madrid, pasando con posterioridad a la Obra Socio-Cultural de la Caja de Ahorros de Ronda y más tarde a la Obra Social Unicaja.
Adquirió prestigio por sus actividades culturales durante el periodo pre-democrático, sorteando la censura franquista y clausurado con frecuencia. Destacó "El Corral de Comedias", comisión de actividades de teatro de este Colegio Mayor, que acogió a numerosos grupos de teatro independiente, cuando apenas existían locales donde poder actuar, entre ellos el TEI, Tábano, La Cuadra de Sevilla, Los Goliardos, Els Comediants, Els Joglars, Teatro Universitario de Murcia, Esperpento, Bubulú, entre otros. En él estrenaron obras autores, actores y directores como José Luis Alonso de Santos, Albert Boadella, Juan Margallo, Pedro Víllora, José Carlos Plaza, Ángel Facio, Juan Carlos Oviedo, Victoria Vera,  "El Brujo", o Enriqueta Carballeira.
Los ciclos de conferencias, tertulias y seminarios se continúan desarrollando en el Centro de Estudios Juan de la Rosa, así como las actividades musicales que desde 1970 viene desarrollando el Club de Música y Jazz San Juan Evangelista.
En la primera Dirección de esas actividades hay que anotar los nombres de Jesús Cobeta Aranda como director y Jesús Sebastián Audina y los equipos de subdirección en el curso 67/68 (apertura) de Tomás Mingot Jiménez, Andrés Esteban Arbués y Alfonso Saban Gutiérrez. Y en el curso 68/69 los subdirectores Tomás Mingot Jiménez y Frutos Barbero Sánchez. Su ideario fundacional fue el siguiente: “Las dos motivaciones básicas que han determinado el proyecto y condicionado su desarrollo han sido: el tratar de adecuar la vida del estudiante universitario a la realidad socioeconómica española, incidiendo en las bases del sistema de ‘igualdad de oportunidades’ y en consecuencia en el proceso de democratización de la enseñanza, y la comprensión del enorme potencial formativo que encierra la vida en una comunidad pluralista modulada por la inquietud y el diálogo”.
Jesús Cobeta Aranda, ya fallecido, fue fundador, animador y primer director del Colegio Mayor San Juan Evangelista, trasladando el Colegio de sus antiguas dependencias de la calle Écija a las actuales en Gregorio del Amo, y a cuyo patronato perteneció. Los primeros años de existencia del Colegio contribuyó a imprimirle su carácter de vanguardia cultural y política, que mantuvo en tiempos difíciles y que ha sido una de sus principales características. 
Uno de los planteamientos fundacionales de Cobeta fue hacer del San Juan una residencia universitaria económica, en la que el precio del Colegio tuviera como importe máximo el salario mínimo. Y por ello se concibió la capacidad de 406 colegiales, para que dicha cuota de pensionado fuera viable. También se introdujeron novedades desconocidas en este país por entonces como, entre otras, el autoservicio en el comedor. Hubo también un intento de añadir un pabellón para estudiantes casados, pero no llegó a puerto.

## Arquitectura
El San Juan Evangelista fue construido en los años 1965/1966, según el proyecto de los arquitectos Luis Miquel Suárez-Inclán y Antonio Viloria, arquitectos todavía en activo, autores también del Colegio Mayor Isabel de España, muy cercano a éste, que se construyó posteriormente. 
Junto al vecino Cesar Carlos (de Alejandro de la Sota Martínez), y el Aquinas (de García de Paredes y Rafael de la Hoz) constituyen una de las obras arquitectónicas más importantes de la zona.